# Граф Дорсет
Граф Дорсет (англ. Earl of Dorset) — английский дворянский титул. Впервые он использовался во второй половине XI века. После смерти в 1843 году последнего носителя титула он исчез. Также существовали титулы маркиз Дорсет (англ. Marquess of Dorset) и герцог Дорсет (англ. Duke of Dorset).

## История титула
Впервые с титулом «граф Дорсет» упомянут около 1070 года Осмунд, лорд-канцлер Англии во время правления Вильгельма Завоевателя. После смерти Осмунда в 1099 году титул исчез.
В 1412 году титул графа Дорсета был создан для Томаса Бофорта, одного из легитимизированных сыновей Джона Гонта и единокровного брата короля Генриха IV. В 1416 году Томас получил ещё титул герцога Эксетера. Детей он не оставил, после чего титул исчез.
В 1441 году титул графа Дорсета был воссоздан для Эдмунда Бофорта, графа Мортена, племянника Томаса, в качестве награды за захват Кале у французов. 24 июня 1443 года Эдмунд получил титул маркиза Дорсета, а после смерти старшего брата Джона унаследовал также титул графа Сомерсета, а затем пожалован и титулом герцога Сомерсета. После него титул графа и маркиза Дорсета носил его сын Генри Бофорт, 3-й герцог Сомерсет. После поражения Ланкастеров во второй битве при Сент-Олбансе Генри бежал во Францию, а его владения и титулы были конфискованы, но в 1462 году выразил желание признать королём Эдуарда IV и получил королевское прощение, а 10 мая 1463 года ему были возвращены все владения и титулы. В конце 1463 года Генри вновь перешёл на сторону Ланкастеров, но в битве при Хексхеме 15 мая 1464 года был разбит, попал в плен и обезглавлен. Его титулы были конфискованы короной, хотя один из младших братьев Генри, Джон Бофорт, присвоил себе титулы графа и маркиза Дорсета, которыми пользовался до казни в 1471 году.
В 1604 году титул графа Дорсета был воссоздан для Томаса Сэквилла, 1-го барона Бакхёрста, лорда-казначея Англии. Один из его потомков, Лайонел Крэнфилд Сэквилл, 7-й граф Дорсет, в 1720 году был сделан 1-м герцогом Дорсета. Последним носителем титула графа и герцога Дорсета был Чарльз Сэквилл-Жермен, 5-й герцог и 11-й граф Дорсет, умерший в 1843 году, после чего титулы оказались выморочными и исчезли.

## Список графов Дорсет

### Первая креация (1070)
- ок. 1070 — 1078: св. Осмунд (ум. 3 декабря 1099), лорд-канцлер Англии и граф Дорсет в 1070—1078, епископ Солсбери с 1078

### Вторая креация (1412)
- 1412—1426: Томас Бофорт (январь 1377 — 27 декабря 1426), 1-й граф Дорсет с 1411, 1-й герцог Эксетер с 1416

### Третья креация (1441)
- 1441—1455: Эдмунд Бофорт (ок. 1406 — 22 мая 1455), граф Мортен в 1435—1449, 1-й граф Дорсет с 1442, 1-й маркиз Дорсет с 1443, 4-й граф Сомерсет с 1444, 2-й герцог Сомерсет с 1448, сын Джона Бофорта, 1-го графа Сомерсета
- 1455—1461, 1463—1464: Генри Бофорт (26 января 1436 — 15 мая 1464), 5-й граф Сомерсет, 2-й граф и маркиз Дорсет, 3-й герцог Сомерсет 1455—1461, 1463—1464, сын предыдущего
- 1464—1471: Джон Бофорт (ок. 1455 — 4 мая 1471), титулярный граф и маркиз Дорсет с 1464, брат предыдущего

### Четвертая креация (1604)
- 1604—1608: Томас Сэквилл (1536 — 19 апреля 1608), 1-й барон Бакхёрст с 1567, 1-й граф Дорсет с 1604, лорд-казначей с 1599
- 1608—1609: Роберт Сэквилл (1561 — 25 февраля 1609), 2-й граф Дорсет и 2-й барон Бакхёрст с 1608, сын предыдущего
- 1609—1624: Ричард Сэквилл (28 марта 1589 — 28 марта 1624), 3-й граф Дорсет и 3-й барон Бакхёрст с 1609, сын предыдущего
- 1624—1652: Эдвард Сэквилл (1590 — 18 июля 1652), 4-й граф Дорсет и 4-й барон Бакхёрст с 1624, брат предыдущего
- 1652—1667: Ричард Сэквилл (16 сентября 1622 — 1667), 5-й граф Дорсет и 5-й барон Бакхёрст с 1652, сын предыдущего
- 1667—1705: Чарльз Сэквилл (24 января 1637 — 29 января 1705), 6-й граф Дорсет и 6-й барон Бакхёрст с 1667, сын предыдущего
- 1705—1765: Лайонел Крэнфилд Сэквилл (18 января 1688 — 10 октября 1765), 7-й граф Дорсет и 7-й барон Бакхёрст с 1705, 1-й герцог Дорсет с 1720, сын предыдущего
- 1765—1769: Чарльз Сэквилл (6 февраля 1710 — 6 января 1769), 2-й герцог и 8-й граф Дорсет, 8-й барон Бакхёрст с 1765, сын предыдущего
- 1769—1799: Джон Фредерик Сэквилл (25 марта 1745 — 19 июля 1799), 3-й герцог и 9-й граф Дорсет, 9-й барон Бакхёрст с 1769, племянник предыдущего
- 1799—1815: Джордж Джон Фредерик Сэквилл (15 ноября 1793 — 14 февраля 1815), 4-й герцог и 10-й граф Дорсет, 10-й барон Бакхёрст с 1799, сын предыдущего
- 1815—1843: Чарльз Сэквилл-Жермен (27 августа 1767 — 29 июля 1843), 2-й виконт Сэквилл с 1785, 3-й герцог и 9-й граф Дорсет, 9-й барон Бакхёрст с 1769, внук Лайонела Сэквилла, 1-го герцога Дорсета